# Épidème
Épidème is een wijk in de stad Tourcoing in het Franse Noorderdepartement. De wijk ligt ten zuiden van het stadscentrum, tegen de grens met de gemeenten Roubaix en Wattrelos. De spoorbermen ten westen en noorden en het station scheiden de wijk van de rest van de stad. Ten zuiden ligt het Canal de Roubaix.

## Geschiedenis
De plaats was vroeger een landelijk gebied ten zuiden van de stad, langs de weg naar Roubaix. In 1646 werd hier een begraafplaats ingericht voor pestslachtoffers, ver van het stadscentrum om besmetting te vermijden. De naam Épidème verwijst nog naar deze begraafplaats.
In de jaren 1840 kwam ten westen en ten noorden de spoorlijn van Lille naar Tourcoing te liggen en het station Tourcoing werd geopend. De verstedelijking breidde uit en tegen het eind van de 19de eeuw telde de wijk zo'n 3500 inwoners. In 1895 kreeg de wijk een parochie en werd de Église Saint-Louis opgetrokken.
In de 20ste eeuw vestigde zich industrie in het zuiden van de wijk, maar tegen het eind van de eeuw vertrok die industrie en bleef een industrieel braakland achter. Épidème werd een van de wijken in de agglomeratie met sociale en economische moeilijkheden, zoals huisvestings- en tewerkstellingsproblemen. Volgens een wet van 1996 werd de wijk opgenomen in een ZFU die in het zuiden van Tourcoing en een groot stuk van Roubaix werd afgebakend. (Een ZFU (zone franche urbaine) is een stedelijke zone, gevoelig voor sociale problemen, waar ondernemingen fiscale voordelen kunnen krijgen om het herstel van het gebied te helpen). In het begin van de 21ste eeuw werd ten zuiden van de wijk, rond het Canal de Roubaix op het grondgebied van de gemeenten Tourcoing, Roubaix en Wattrelos, begonnen aan de wijk L'Union, een stedenbouwkundig project dat het vervallen industrieel gebied moet herinrichten en opwaarderen.

## Bezienswaardigheden
- De Sint-Lodewijkskerk (Église Saint-Louis) dateert uit 1895. De kerk werd in het begin van de 21ste eeuw buiten gebruik genomen voor de eredienst en particulier verkocht.

Belencontre · Blanche Porte · Blanc Seau · Bourgogne · Brun Pain · Clinquet · Croix Rouge · Egalité · Épidème · Fin de la Guerre · Flocon · Francs · Gambetta · Malcense · Marlière · Orions · Phalempins · Pont de Neuville · Pont Rompu · Virolois

Lijst van Franse gemeenten · Arrondissement Rijsel · Noorderdepartement · Hauts-de-France